# أنيتا لويز سوازو
أنيتا لويز سوازو (بالإنجليزية: Anita Louise Suazo)‏ هي خزافة أمريكية، ولدت في 13 مايو 1937.